# 山辺健太郎
山辺 健太郎（やまべ けんたろう、1905年5月20日 - 1977年4月16日）は、日本の歴史家、労働運動家。太平洋戦争後は日本共産党に所属した時期がある。「山健」の愛称で知られた。

## 生涯
※脚注のないものは『社会主義運動半生記』より。
東京府本郷区（現・東京都文京区）に生まれる。1907年、別府に移る。別府市立北尋常小学校（のちに別府市立北小学校となり、2009年に別府市立別府中央小学校に統合）を卒業する。
1918年春、京城府（現・ソウル特別市）に移る。1919年1月に帰国し、4月から丸善大阪支店の見習店員となる。
1920年暮、大阪の白鹿足袋工場に入る。1921年5月、大阪の第1回メーデーに参加。1922年9月、労働組合総連合結成大会を傍聴するが、アナ・ボル対立して流会になる。この頃、高木益郎と会い、西雅雄を知る。
1923年春、自由法律相談所事務員となる。この頃鍋山貞親と、また同年暮れに高橋貞樹と知り合う。1924年から1925年にかけて、山川均の下にしばしば連絡として通った。関東大震災後の時期に、赤松克麿の弟の五百麿と京都を歩いていると五百麿の友人と会い、四条通の「菊水」でコーヒーを飲んで話した。彼は「天皇をやっつけろ、テロそのものには反対だけれど、特殊な地位にあるのだからやった方がいい」と言うので山辺は深い考えもなく「やったらいい」と野次馬的に賛成した。山辺はその場限りで忘れていたが、その年の末か翌年初めに五百麿がわざわざやってきて「あれは難波大助だ、絶対に喋ってくれるな、もし喋るとこれだから」と首吊りの格好をしてみせたという。
1925年5月、日本労働組合評議会が結成され、大会を傍聴する。6月、評議会大阪連合会結成に参加した。8月、大阪一般労働者組合が結成され、常任委員、教育部長となる。9月、赤色労働組合インターナショナル幹部のイワン・レプセが来日し、大阪駅での歓迎集会に参加する。
1926年4月、評議会第2回大会の代議員となる。6月、浜松の日本楽器争議を支援する。この際、テロを禁止した三田村四郎には秘密に、最も強硬な重役だった小竹録之助宅へ、岡村啓二郎、岡島千利と組んで3人で、スパイの疑いのある西本一二にダイナマイトを投げさせた。西本は怖がり雷管と本体を離し雷管だけを投げ、玄関が全壊した。西本はその後やはりスパイであることが判明し、消息不明となった。
9月、普通選挙法下では初となる浜松市会選挙の運動をする。10月、議会解散請願運動全国協議会（大阪）に参加した。
1927年2月、対支非干渉運動に参加し、日農青年部大会で挨拶する。全日本無産青年団体連盟創立大会に参加。5月、評議会第3回大会の代議員となる。9月、普選初の府県会選挙が実施され、大阪で選挙運動に当たる。
1928年2月、普選初の第16回衆議院議員総選挙が実施され、岡山で選挙運動に参加した。3月にいったん別府に帰ったのち、6月に大阪に出て共産青年同盟再建に携わる。
1929年4月の四・一六事件では、大阪で検挙された。1930年4月、大阪地方裁判所で懲役3年の第1審判決が下る。山辺は控訴したが、1931年1月に控訴審が棄却となって刑が確定し、高松刑務所で服役した。
1933年12月に刑期を終えて出所し、1934年から堺市の泉野利喜蔵宅に寄寓して全泉労働組合に参加した。7月には大阪労働無産協議結成に参加している。
1935年、転向して療養していた高橋貞樹の救援資金集めにやってきた九津見房子に対して、「コミンテルンの悪口をいう奴に金をやることはない」と怒り、集まっていた金を取り上げて、非転向を貫いている国領五一郎に送った。
1935年9月の大阪府会選挙では社会大衆党から立候補した松田喜一の運動員となる。小倉金之助を知り数学を学ぶ。1936年、メーデー禁止反対運動に加わり、パンフレット「メーデーの意義と歴史」を執筆した。
1940年、治安維持法違反で検挙される。1942年には中野区の豊多摩刑務所内に設置された予防拘禁所に護送された。山辺は非転向を貫き、1945年夏に府中刑務所内の府中予防拘禁所に移されたのち敗戦を迎える。非転向の理由は「要するにガンコ者だったから」。山辺を取り調べた星野という特高は山辺の後に調べた速水泰妙に「山健のやつは、革命が起こったら、オマエら足の方から専売局のタバコきざみにかけて、コロッケにして食ってやる、なんていいやがるんだよ」と言って笑っていたという。予防拘禁所初代所長の中村義郎は「一番手こずったのは山辺だ」と言った。日誌には最初の晩から「山辺厳正独居」と書かれた。4年間全く掃除をせず、夏は真っ裸で褌もしなかった。役人が所長に文句をつけると「あれはちょっと普通の人間じゃないから」と応じた。戦後会った府中刑務所近くの東芝工場付近にいた部隊の元軍人から「いざというときには私はあんたを殺す役でした」と言われた。受け持ちが決まっていたからには予防拘禁所の収容者を皆殺す手筈だったのだろうと山辺は推測する。10月4日に連合国軍最高司令官総司令部が「人権指令」を発し、これを受けて釈放される。
1947年に日本共産党統制委員となるも、1958年に離党し、著述に専念した。

## 著書
- 『コミンテルンの歴史』新興出版社、1949年
- 『日本の韓国併合』太平出版社、1966年
- 『日韓併合小史』岩波書店<岩波新書>、1966年
- 『日本統治下の朝鮮』岩波書店<岩波新書>、1971年
- 『社会主義運動半生記』岩波書店<岩波新書>、1976年

## 編著共編
- 『党生活』黄土社、1948年 - 1950年

## 翻訳
- マルクス、エンゲルス、レーニン、スターリン『遊撃戦論』 ソ同盟M.E.L.研究所、五月書房、1951年
- モーリス・トレーズ『人民の子（ 続）』三一書房、1951年
- レーニン・スターリン『革命的議会主義』社会書房、1953年
- ジダーノフ『党と文化問題』（除村吉太郎・蔵原惟人と共訳）国民文庫社、1954年
- W.Z.フォスター（英語版）『アメリカ政治史概説』大月書店、1954年 - 1955年
- マルクス、エンゲルス『労働者党綱領問題』（村田陽一と共訳編）国民文庫社、1954年
- 『コミンテルン日本にかんするテーゼ集』（石堂清倫と共編）青木書店、1961年